# Akysidae
Gli Akysidae sono una famiglia di pesci ossei d'acqua dolce dell'ordine Siluriformes.

## Distribuzione e habitat
Questi pesci sono endemici del Sud-Est asiatico.
Vivono di preferenza in torrenti dalla corrente vivace che percorrono le foreste.

## Descrizione
Come tutti i siluriformi anche gli Akysidae portano dei barbigli, in numero di otto su mento e mascella. Il corpo è percorso da file di tubercoli ossei. L'apertura branchiale è stretta. La pinna dorsale è breve, a raggi molli tranne il primo che è osseo; è di solito seguita da una pinna adiposa. Anche le pinne pettorali hanno una spina, molto robusta e seghettata.
La taglia media è inferiore a dieci centimetri.

## Specie
- Genere Acrochordonichthys
  - Acrochordonichthys chamaeleon
  - Acrochordonichthys falcifer
  - Acrochordonichthys guttatus
  - Acrochordonichthys gyrinus
  - Acrochordonichthys ischnosoma
  - Acrochordonichthys mahakamensis
  - Acrochordonichthys pachyderma
  - Acrochordonichthys rugosus
  - Acrochordonichthys septentrionalis
  - Acrochordonichthys strigosus
- Genere Akysis
  - Akysis bilustris
  - Akysis brachybarbatus
  - Akysis clavulus
  - Akysis clinatus
  - Akysis ephippifer
  - Akysis fontaneus
  - Akysis fuliginatus
  - Akysis galeatus
  - Akysis hendricksoni
  - Akysis heterurus
  - Akysis longifilis
  - Akysis maculipinnis
  - Akysis manipurensis
  - Akysis microps
  - Akysis pictus
  - Akysis portellus
  - Akysis prashadi
  - Akysis pulvinatus
  - Akysis recavus
  - Akysis scorteus
  - Akysis variegatus
  - Akysis varius
  - Akysis vespa
  - Akysis vespertinus
- Genere Breitensteinia
  - Breitensteinia cessator
  - Breitensteinia hypselurus
  - Breitensteinia insignis
- Genere Parakysis
  - Parakysis anomalopteryx
  - Parakysis grandis
  - Parakysis hystriculus
  - Parakysis longirostris
  - Parakysis notialis
  - Parakysis verrucosus
- Genere Pseudobagarius
  - Pseudobagarius alfredi
  - Pseudobagarius baramensis
  - Pseudobagarius filifer
  - Pseudobagarius fuscus
  - Pseudobagarius hardmani
  - Pseudobagarius inermis
  - Pseudobagarius leucorhynchus
  - Pseudobagarius macronemus
  - Pseudobagarius meridionalis
  - Pseudobagarius nitidus
  - Pseudobagarius pseudobagarius
  - Pseudobagarius similis
  - Pseudobagarius sinensis
  - Pseudobagarius subtilis[2]